# كاسيري
جبن الكَسيري أو (نقحرة: كاسيري) أو جبن قَشار أو كَشَار (باليونانية:κασέρι,بالتركية: kaşer/kaşar) هو جبن أصفر شاحب صلب أو متوسط الصلابة مصنوع من حليب الأغنام المبستر أو غير المبستر وعلى الأكثر 20٪ من حليب الماعز.«كاسيري» هو تسمية منشأ محمية (PDO)، بموجبها يجب أن يُصنع في مقاطعات ثيساليا ومقدونيا وليسبوس وزانثي اليونانية، ولكن يوجد نوع مماثل من الجبن خارج اليونان في تركيا، ورومانيا، والبلقان حيث يُعرف باسم قشقوان. نفس الجبن يُصنع من حليب البقر، ولكن في هذه الحالة لا يمكن أن يُباع بشكل قانوني باسم «كاسيري» في الاتحاد الأوروبي ويُباع بدلاً من ذلك بأسماء خاصة بكل منتِج.
يمتاز جبن الكَسيري بأنه ذات قوام شبه صلب إلى قاسي، وذات ملمس ناعم غير متفتت، وأنه مطاطي وذات قشرة صلبة. ينتمي إلى عائلة جبن الخثارة، والتي تشمل الأجبان الطازجة مثل الموزاريلا والأجبان القديمة مثل جبن البروفولن وجبن كاتشوكافالو. يُصنع جبن الكَسيري عن طريق تسخين الحليب إلى 36 درجة مئوية (97 درجة فهرنهايت)، ويُضاف غليه ما يكفي من المنفحة لضبط الخثارة خلال 45 دقيقة. بمجرد أن تنضج الخثارة، تُقسم إلى قطع بحجم الذرة، ثم تُطهى على درجة حرارة تتراوح بين (38-40) درجة مئوية (100-104) درجة فهرنهايت مع الالتزام بالتحريك أثناء الطهي. بعد ذلك، يُنقل الخثارة إلى طاولة تصريف حيث تُطحن باليد إلى قطع صغيرة، وتُربط بإحكام بقطعة من القماش القطني، وتُغطى بثقل ذات وزن صغير، وتُترك لتتخمر حتى يبلغ الرقم الهيدروجيني لها 5.2. بعد ذلك تُقطع الخثارة إلى شرائح رفيعة، وتوضع في ماء ساخن عند درجة حرارة تتراوح بين (70-80) درجة مئوية (158-176) درجة فهرنهايت، وتُعجن حتى تُصبح كتلة مرنة يمكن غزلها على شكل خيط أملس لا يقل طوله عن 1 متر. توضع كتلة الجبن المعجون في قوالب، ويوضع عليها الملح أثناء تقليبها وتُترك لمدة تتراوح من (2-3) أيام. في النهاية، يتم إخراج الجبن من القوالب ويبلغ عمره ثلاثة أشهر على الأقل عند درجة حرارة 18 درجة مئوية (64 درجة فهرنهايت).
جاءت تسمية الجبن (كاسيري) بهذا الاسم من الاسم اللاتيني (caseus) أو من الاسم التركي (kaşer) والتي بدورها تأتي من العبرية (כָּשֵׁר)(kosher). عدم استخدام المنفحة أثناء انتاجها يجعل الجبن مناسباً لمتطلبات الشريعة اليهودية، حيث اخترعت الجبن في مدينة أدرنة التركية الجاليةُ اليهودية في المدينة.
يُستخدم جبن الكَسيري في السندويشات، مكونًا رئيسي في فطيرة كاسروبيتا أو في السجناكي.
يستخدم الآشوريون جبن الكَسيري لإعداد طبق جبن آشوري تقليدي يسمى«جوبتاتوميرتا»،"ܓܘܒܬܐ ܜܘܡܪܬܐ" أي الجبن المدفون، والمُغطى بالكمون، وفي بعض الأحيان توابل أخرى.